# Meistaraflokkur 1918
La Meistaraflokkur 1918 fu la settima edizione del campionato di calcio islandese e concluso con la vittoria del Fram al suo sesto titolo.

## Formula
Il numero di squadre partecipanti passò da 3 a 4 che si incontrarono in un turno di sola andata per un totale di 3 partite.

## Squadre partecipanti
| Club     | Città     | Posizione 1917     |
| -------- | --------- | ------------------ |
| Fram     | Reykjavík | Campione d'Islanda |
| KR       | Reykjavík | 2°                 |
| Valur    | Reykjavík | 3°                 |
| Víkingur | Reykjavík | Non partecipante   |

Tutti gli incontri si disputarono allo stadio Melavöllur, impianto situato nella capitale.

## Classifica finale
|                    | Pos. | Squadra  | Pt | G | V | N | P | GF | GS | DR |
| ------------------ | ---- | -------- | -- | - | - | - | - | -- | -- | -- |
| Islanda (bandiera) | 1.   | Fram     | 6  | 3 | 3 | 0 | 0 | 14 | 5  | +9 |
|                    | 2.   | Víkingur | 4  | 3 | 2 | 0 | 1 | 11 | 8  | +3 |
|                    | 3.   | Valur    | 2  | 3 | 1 | 0 | 2 | 4  | 7  | -3 |
|                    | 4.   | KR       | 0  | 3 | 0 | 0 | 3 | 3  | 12 | -9 |

Legenda:

      Campione di Islanda
Note:

Due punti a vittoria, uno a pareggio, zero a sconfitta.

### Verdetti
- Fram Campione d'Islanda 1918.